# Pierre Weiss
Pierre-Ernest Weiss (25 de marzo de 1865 - 24 de octubre de 1940) fue un físico francés que desarrolló la teoría del ferromagnetismo en 1907. Sus investigaciones llevaron al establecimiento de la teoría de dominios magnéticos (o dominios de Weiss), la ley de Curie-Weiss y la teoría del campo molecular de Weiss (predecesor de teorías de campo medio). Weiss también es considerado como uno de los descubridores del efecto magnetocalórico.
El magnetón de Weiss es una constante física obsoleta, que fue propuesta por Weiss, en función de los experimentos realizados por su equipo y a partir de la teoría de momentos magnéticos atómicos de Walther Ritz, mucho antes de la confirmación de la relación entre el momento magnético del electrón y el magnetón de Bohr.
Pierre Weiss era también un inventor e ingeniero que desarrollo unos de los electroimanes más potentes de su época (imanes de Weiss), así como métodos de determinación de posición de artillería conocido como el método Cotton-Weiss.
Weiss fue un científico de renombre de la época del descubrimiento de la mecánica cuántica, solía frecuentar físicos y matemáticos importantes como Albert Einstein, Jean Perrin, Paul Langevin, Paul Ehrenfest, Heike Kamerlingh Onnes, Henri Léon Lebesgue y Élie Cartan.
Su estudiante de tesis y sucesor fue Louis Eugène Félix Néel, quien luego ganaría un Premio Nobel en física por sus estudios en magnetismo.